# Retable de Vyšší Brod
 (janvier 2024).
La mise en forme du texte ne suit pas les recommandations de Wikipédia : il faut le « wikifier ».
Les points d'amélioration suivants sont les cas les plus fréquents :
- Les titres sont pré-formatés par le logiciel. Ils ne sont ni en capitales, ni en gras.
- Le texte ne doit pas être écrit en capitales (les noms de famille non plus), ni en gras, ni en italique, ni en « petit »…
- Le gras n'est utilisé que pour surligner le titre de l'article dans l'introduction, une seule fois.
- L'italique est rarement utilisé : mots en langue étrangère, titres d'œuvres, noms de bateaux, etc.
- Les citations ne sont pas en italique mais en corps de texte normal. Elles sont entourées par des guillemets français : « et ».
- Les listes à puces sont à éviter, des paragraphes rédigés étant largement préférés. Les tableaux sont à réserver à la présentation de données structurées (résultats, etc.).
- Les appels de note de bas de page (petits chiffres en exposant, introduits par l'outil «  Source ») sont à placer entre la fin de phrase et le point final[comme ça].
- Les liens internes (vers d'autres articles de Wikipédia) sont à choisir avec parcimonie. Créez des liens vers des articles approfondissant le sujet. Les termes génériques sans rapport avec le sujet sont à éviter, ainsi que les répétitions de liens vers un même terme.
- Les liens externes sont à placer uniquement dans une section « Liens externes », à la fin de l'article. Ces liens sont à choisir avec parcimonie suivant les règles définies. Si un lien sert de source à l'article, son insertion dans le texte est à faire par les notes de bas de page.
- La présentation des références doit suivre les conventions bibliographiques. Il est recommandé d'utiliser les modèles {{Ouvrage}}, {{Chapitre}}, {{Article}}, {{Lien web}} et/ou {{Bibliographie}}. Le mode d'édition visuel peut mettre en forme automatiquement les références.
- Insérer une infobox (cadre d'informations à droite) n'est pas obligatoire pour parachever la mise en page.

Pour une aide détaillée, merci de consulter Aide:Wikification.
Si vous pensez que ces points ont été résolus, vous pouvez retirer ce bandeau et améliorer la mise en forme d'un autre article.
Le retable de Vyšší Brod (ville tchèque aussi connue par son nom allemand, Hohenfurth) (également connu sous le nom de cycle de Vyšší Brod) compte parmi les œuvres les plus importants de la peinture gothique européenne,. Il est composé de neuf panneaux représentant des scènes de la Vie du Christ, avec son enfance, sa Passion et sa Résurrection. Ces peintures ont été réalisées entre 1345 et 1350 dans l'atelier du maître de Vyšší Brod, probablement basé à Prague. Les tableaux étaient soit destinés à un retable d'autel de forme carrée, soit décoraient la cloison du chœur de l'église de l'abbaye cistercienne de Vyšší Brod.
Le commanditaire est connu : l'œuvre a été commandée par Pierre Ier de Rosenberg, chambellan suprême du royaume de Bohême, qui a financé l'abbaye. Cette série de peintures est un exemple rare de retable d'autel gothique complet (bien que l'on ne puisse pas affirmer avec certitude qu'il s'agisse d'un retable, c'est-à-dire d'une structure posée sur l'autel - il y a aussi des théories selon lesquelles les peintures auraient pu être accrochées aux bancs du chœur ou au jubé). Après avoir été restituée à son ancien propriétaire, l'abbaye cistercienne de Vyšší Brod, elle est exposée en prêt à long terme au sein de l'exposition permanente de la Collection d'art médiéval de la Galerie nationale de Prague au Couvent Sainte-Agnès. Selon Hana Hlaváčková, le cycle entier aurait pu être réalisé pour le couronnement de Charles IV (en 1347) dans la cathédrale Saint-Guy, alors inachevée, et les peintures auraient pu couvrir les travaux de construction, alors en cours. L'auteur pense que les tableaux auraient ainsi pu être accrochés entre le chœur et la nef derrière l'autel de la Sainte Croix, en témoignent les dégâts causés par la flamme de la bougie, que les restaurateurs n'ont retrouvés que sur le triptyque central. Il n'y a aucune mention des peintures dans les documents du monastère de Vyšší Brod et il ne semble pas avoir d'emplacement approprié pour l'ensemble des panneaux dans l'église,. Certains chercheurs pensent donc que ces œuvres ont été déplacées postérieurement à Vyšší Brod.

## Description
Les dimensions des panneaux sont d'environ 99 x 92 cm de côté. Chacun d'eux est composé de trois planches d'érable de 2 cm d'épaisseur qui sont jointes par des chevilles et recouverts de toile de lin. Le dessin sous-jacent a été exécuté au fusain et gravé. La peinture a été exécutée à la détrempe et les pigments ont été liés à de la gélatine. Du point de vue technique, en particulier pour superposer les tons des couleurs chair, le maître du retable de Vyšší Brod a utilisé un système complexe de couches et de sous-couches qui était basé sur la tradition de la peinture byzantine et n'a donc aucun parallèle dans la peinture d'Europe centrale de cette époque. La technique de peinture, que l'on retrouve sur tous les panneaux confirme qu'ils ont été réalisés dans un seul atelier. Bien qu'il puisse y avoir des correspondances avec des motifs et des techniques  des enlumineurs de manuscrits, l'atelier semble s'être concentré sur les peintures sur panneaux et les peintures murales.
La série présente des trois ensembles de trois scènes liées appartenant toutes au cycle de la vie du Christ et sont disposées de manière que la scène centrale soit celle de la Crucifixion. Les représentations sont conçues comme support de prière et de méditation pour les croyants et sont liées aux fêtes religieuses les plus importantes. Plusieurs motifs, utilisés par le Maître du Retable de Vyšší Brod pour la première fois dans la peinture de Bohème sont des symboles liés aux Évangiles, ainsi qu'aux textes apocryphes et théologiques médiévaux (Le Cantique des Cantiques et les textes de saint Bernard de Clairvaux).

### La partie inférieure
La rangée inférieure de peintures représente des scènes de l'enfance du Christ et se rapporte aux temps de l'Avent, avec l'Annonciation, (fêtée aussi au printemps, le 25 mars) et de Noël. Il se caractérise par une palette rayonnante et des tons de couleurs claires associés à l'or.

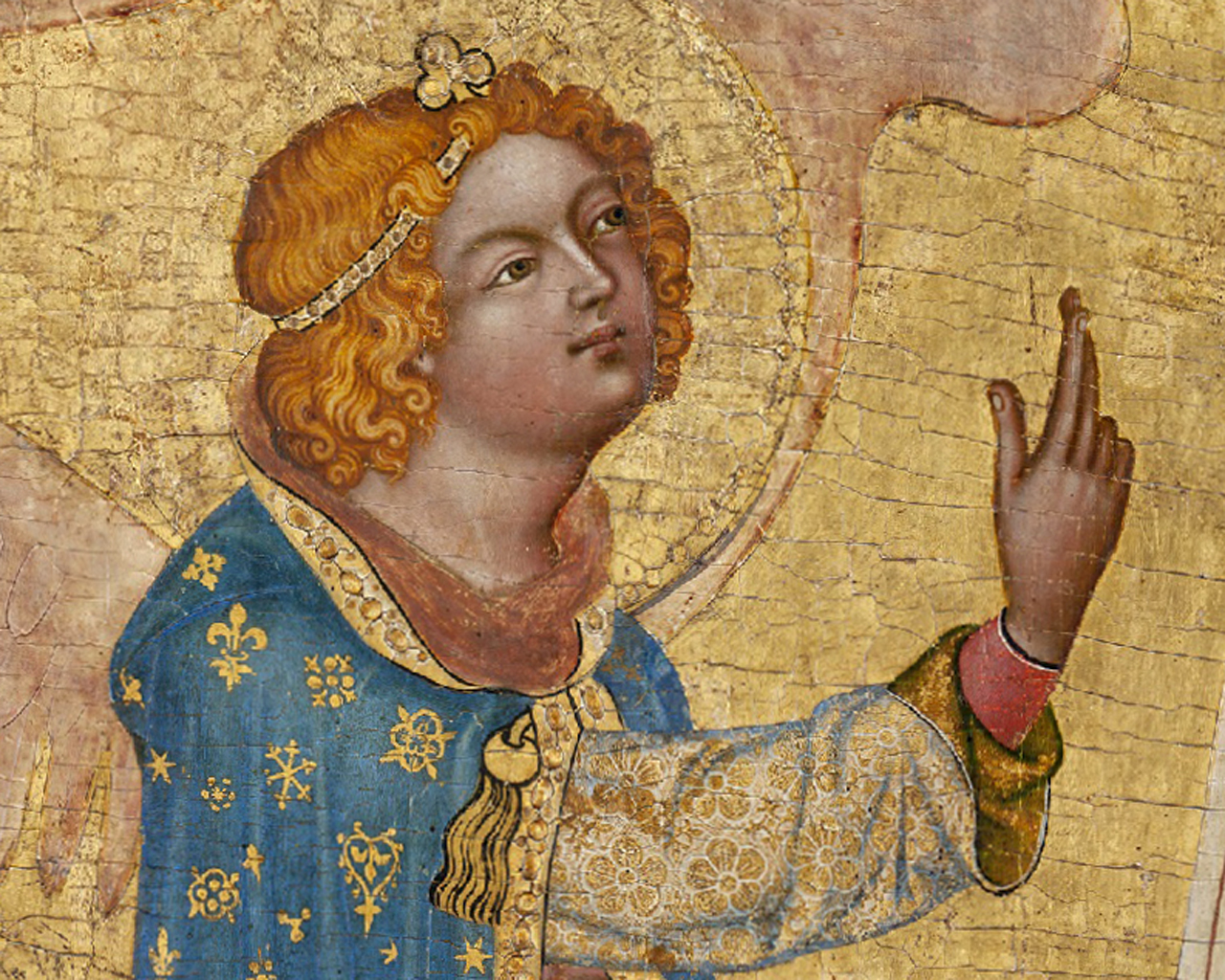
L'Annonciation (détail de l'Ange)

L'ange de l'Annonciation s'approche de la Vierge Marie, qui tient à la main un livre ouvert. La bande de l'inscription indique " Ave gracia plena d(omi)n(u)s tecu(m) ". La scène est accompagnée de symboles liés à cet épisode – un lys et Marie tenant un voile (virginité), un livre ouvert (conception) et des paons (immortalité et éternité). Une série d'autres symboles offrent diverses interprétations (Dieu envoyant la rosée du ciel ou la manne dans le désert ; un coffre rempli de pièces). Marie sur son trône peut être une image de l' Arche d'Alliance et de la Reine du Ciel. Les neuf étoiles au-dessus de sa tête pourraient être e lien avec une représentation astrologique de la constellation de la Vierge. Un symbole à l'interprétation moins évidente est le motif d'un arbre avec un petit tronc double dans la partie gauche qui peut faire référence soit aux deux arbres du jardin d'Éden, l'arbre de vie et l'arbre de la connaissance du paradis ainsi qu'à la double nature du Christ, à la fois Dieu et homme.
Une caractéristique plus profane de la scène est le riche vêtement porté par l'ange qui ressemble davantage à un courtisan portant l'insigne du souverain , ici, l'orbe impérial. Le motif du lys sur fond bleu qui apparaît sur le manteau de l'ange est originaire de France et rappelle l'héraldique des souverains français de la maison des Valois. Marie n'est pas représentée comme une simple jeune fille mais comme une souveraine trônant et couronnée. La scène dans son ensemble pourrait alors être reliée au couronnement de Charles IV et de Blanche de Valois comme roi et reine de Bohême au château de Prague le 2 septembre 1347.

#### La Nativité de Jésus

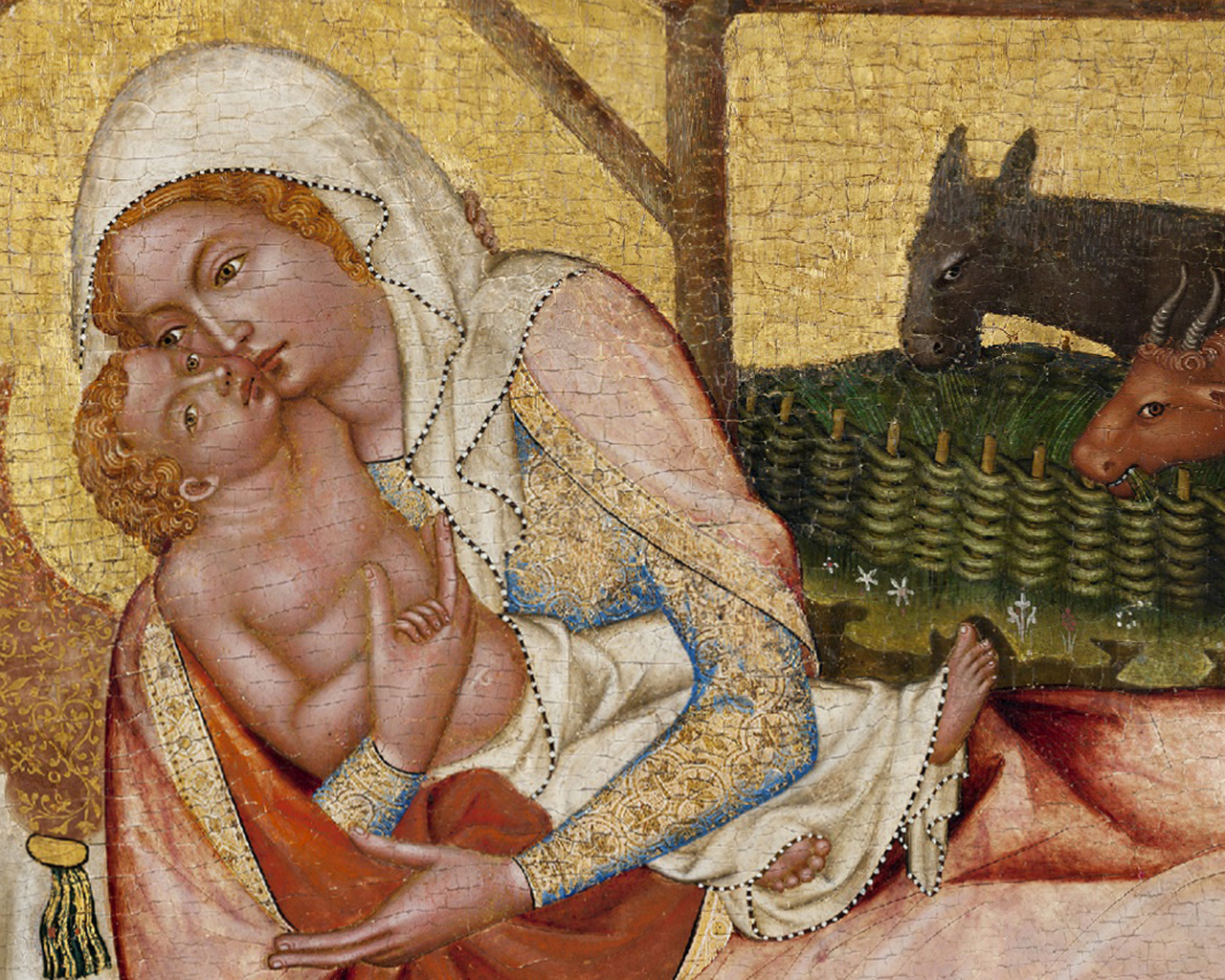
La Nativité (détail de Marie et de l'Enfant)

Cette image est au centre de trois scènes. Ici, la scène représente Marie avec le Christ nouveau-né dans un abri simple et ouvert. Elle est accompagnée en arrière-plan des animaux apocryphes habituels. Au premier plan, Joseph prépare un bain avec la sage-femme (cette scène est décrite dans les évangiles apocryphes, où cette sage-femme est  appelée Salomé) et au second plan l'archange Gabriel annonce la bonne nouvelle aux bergers (scène de l'Annonce aux bergers). L'implication visible de Joseph, en tant que père adoptif, dans la scène, notamment dans les soins du nouveau-né, est relativement inhabituelle dans la première moitié du XIVe siècle, même si des exemples existent dès le XIIIe siècle. Ce détail ne s’appuie sur aucune source textuelle et, selon toute vraisemblance, trouverait son origine dans le contexte laïc de la société bourgeoise ; cette attitude se retrouve dans des cantiques de Noël de l'époque qui, cependant, représentent le père adoptif du Christ comme une figure parfois presque grotesque. Dans toutes cette scène, on peut retrouver une multitude de petits motifs qui trouvent leur origine dans l'art byzantin réinterprété par les peintres italiens.
Marie est allongée sur un lit et embrasse l'Enfant sur ses lèvres d'une manière qui peut rappeler son rôle mystique d'épouse du Christ dans le Cantique des Cantiques dans lequel Marie est la personnification de l'Église chrétienne. La nudité de l'enfant fait référence à son humanité, et peut être mis en relation avec la volonté d'humaniser ce thème religieux propagé par l'Ordre franciscain. Le lit est recouvert d'une couverture finement décorée.
Dans le coin inférieur droit est agenouillé un donateur, ses armoiries avec la rose à cinq pétales permet d'identifier comme un membre de la maison Rosenberg . Il tient dans sa main la maquette d'une église (très probablement celle de l'église abbatiale de Vyšší Brod). Le phylactère au-dessus du blason n'a jamais été rempli.

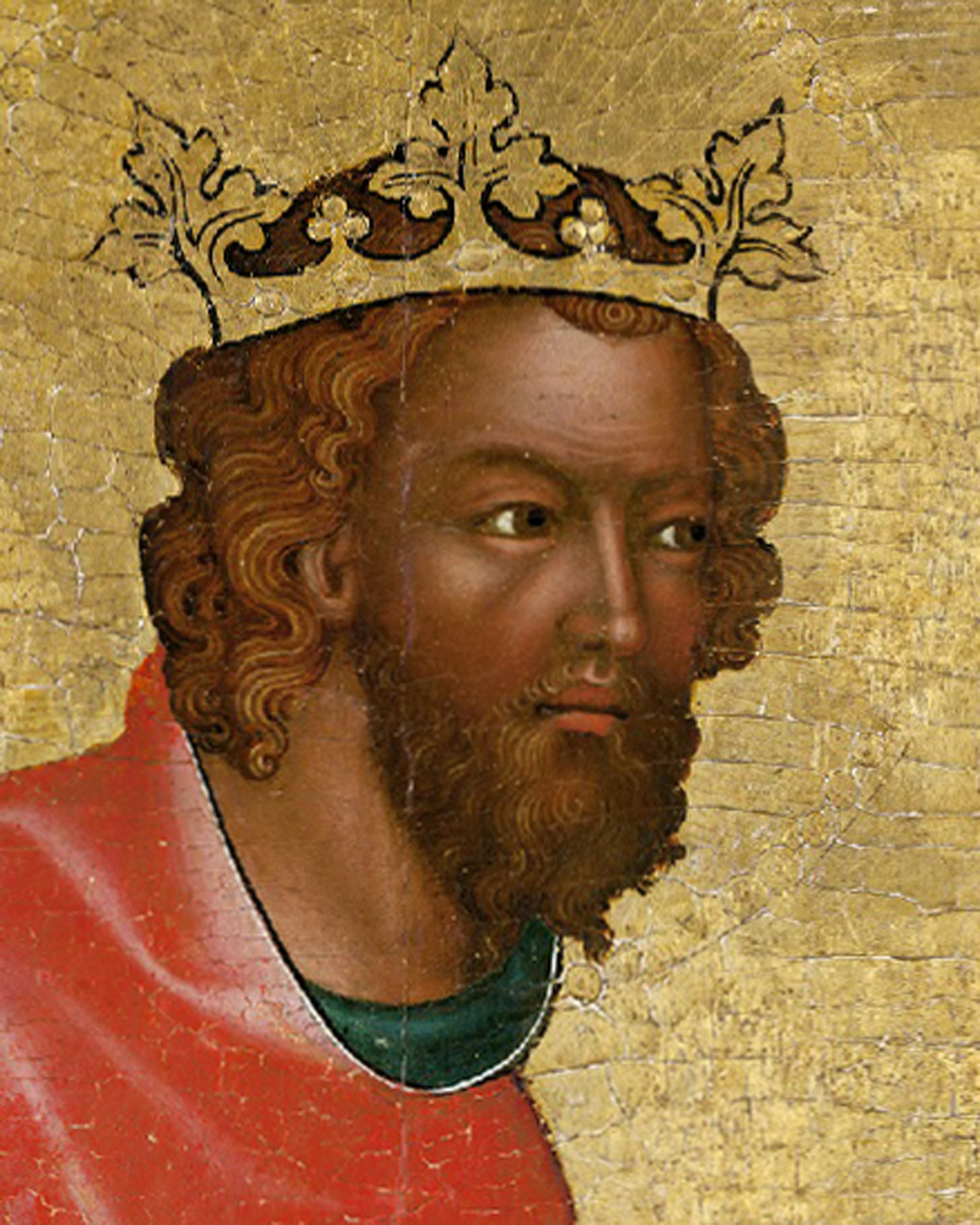
L'Adoration des Mages (visage du deuxième roi)

#### L'Adoration des Mages
Cette scène reprend la composition semblable de la Vierge trônant telle qu'elle apparaît dans le panneau de l'Annonciation. Elle suit le modèle habituel du XIVe siècle, dans lequel les rois ou les sages représentaient les trois âges de l'homme. Le deuxième roi, d'âge mûr, était alors parfois une évocation du monarque au pouvoir. Ce n'est qu'à partir des années 1360 que les rois furent plus fréquemment représentés comme des représentants des trois continents connus à l'époque. De nouveau dans cette scène, Marie est figurée comme une reine assise sur un trône. Le motif d'un vieillard baisant la main d'un petit enfant, jusqu'alors rare hors de France, peut trouver son origine dans l'œuvre Meditationes Vitae Christi parue en Bohême sous le règne de Charles IV. Le trône est représenté dans une perspective empirique imparfaite. La Vierge Marie, masquant l'un des piliers du dais, serait ainsi symboliquement présentée comme un pilier de l' Église chrétienne .

### La partie centrale
Les peintures centrales sont liées aux fêtes chrétiennes de Pâques avec la Passion et la Résurrection du Christ. Les tons sont plus sombres sur de plus larges parties et le décor est plus sobre.

#### Le Christ au Mont des Oliviers

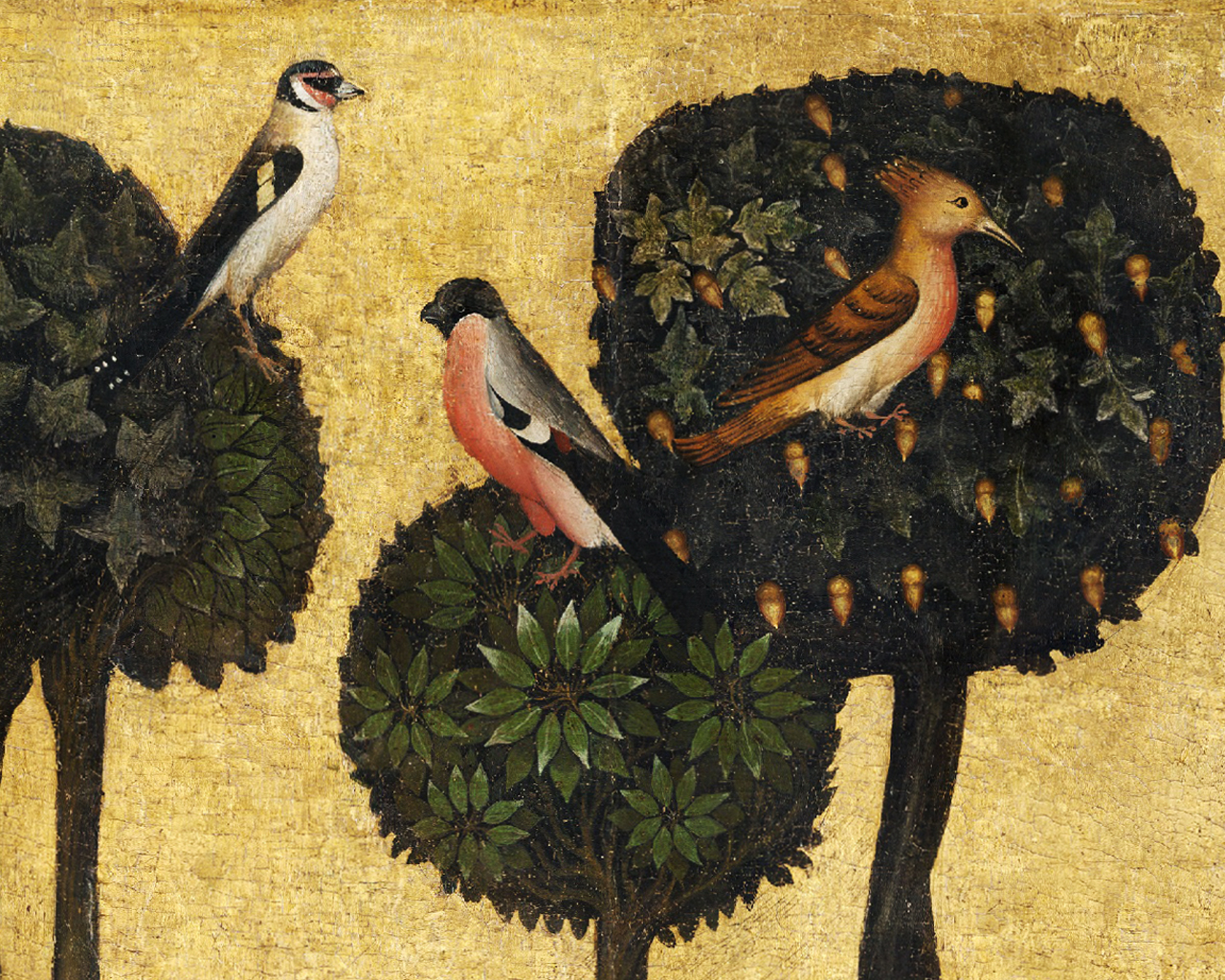
Le Christ au Mont des Oliviers (détail des oiseaux)

La composition est formée par la diagonale de la pente du Mont des Oliviers avec des parois rocheuses déchiquetées et une végétation printanière en fleurs. L'image représente un l'iconographie traditionnelle avec le Christ en prière et trois apôtres endormis : saint Pierre, saint Jean et saint Jacques. Trois oiseaux représentés avec précision (un chardonneret, un bouvreuil et une huppe) proviennent des miniatures de livres anglais ou français. Le chardonneret est souvent associé au martyre du Christ, car il se nourrit de graines de chardons et représente métaphoriquement la couronne d'épines du Christ. Dans des légendes médiévales, le bouvreuil est associé à la Crucifixion : sa poitrine rougie des gouttes de sang du Christ pourrait être une référence au moment où le bouvreuil aurait arraché un clou de la croix avec son bec. La huppe pourrait, dans la littérature antérieure, être associée au martyre du Christ.

#### La Crucifixion

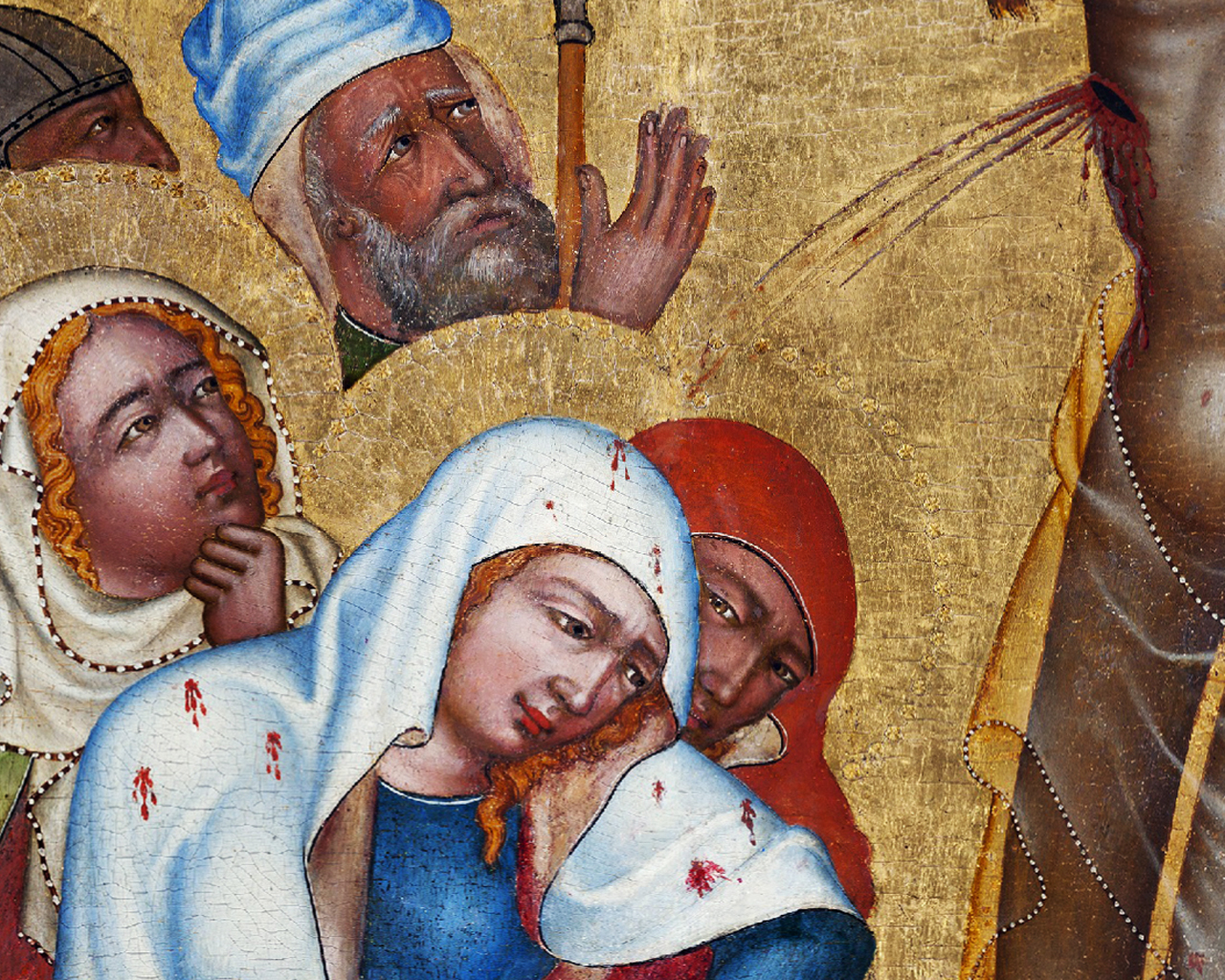
La Crucifixion (détail de Marie et du sang du Christ)

Ce type de Crucifixion, avec une seule croix et un groupe de personnages, est habituel depuis le XIIIe siècle. Plusieurs motifs, comme Marie évanouie, Marie-Madeleine embrassant la croix et des anges volants avec des encensoirs, peuvent rappeler les images italiennes.
Le groupe de personnages sous la croix comprend saint Longin avec sa lance, Joseph d'Arimathie, peut-être aussi Nicodème et un centurion appuyé sur un bouclier orné d'un visage humain (le « gorgoneion »).
Dans l'œuvre du maître du retable de Vyšší Brod, les motifs eucharistiques liés aux blessures du Christ sont mis en valeur. Il est possible de prendre pour exemple le manteau de Marie éclaboussé du sang du Christ et Longin miraculeusement guéri de sa cécité par le sang du côté du Christ. Le symbolisme pourrait être directement influencé par la cour de Charles IV, qui gardait une partie de la robe ensanglantée de Marie et la pointe de la lance de saint Longin comme des saintes reliques.

#### La Déploration du Christ

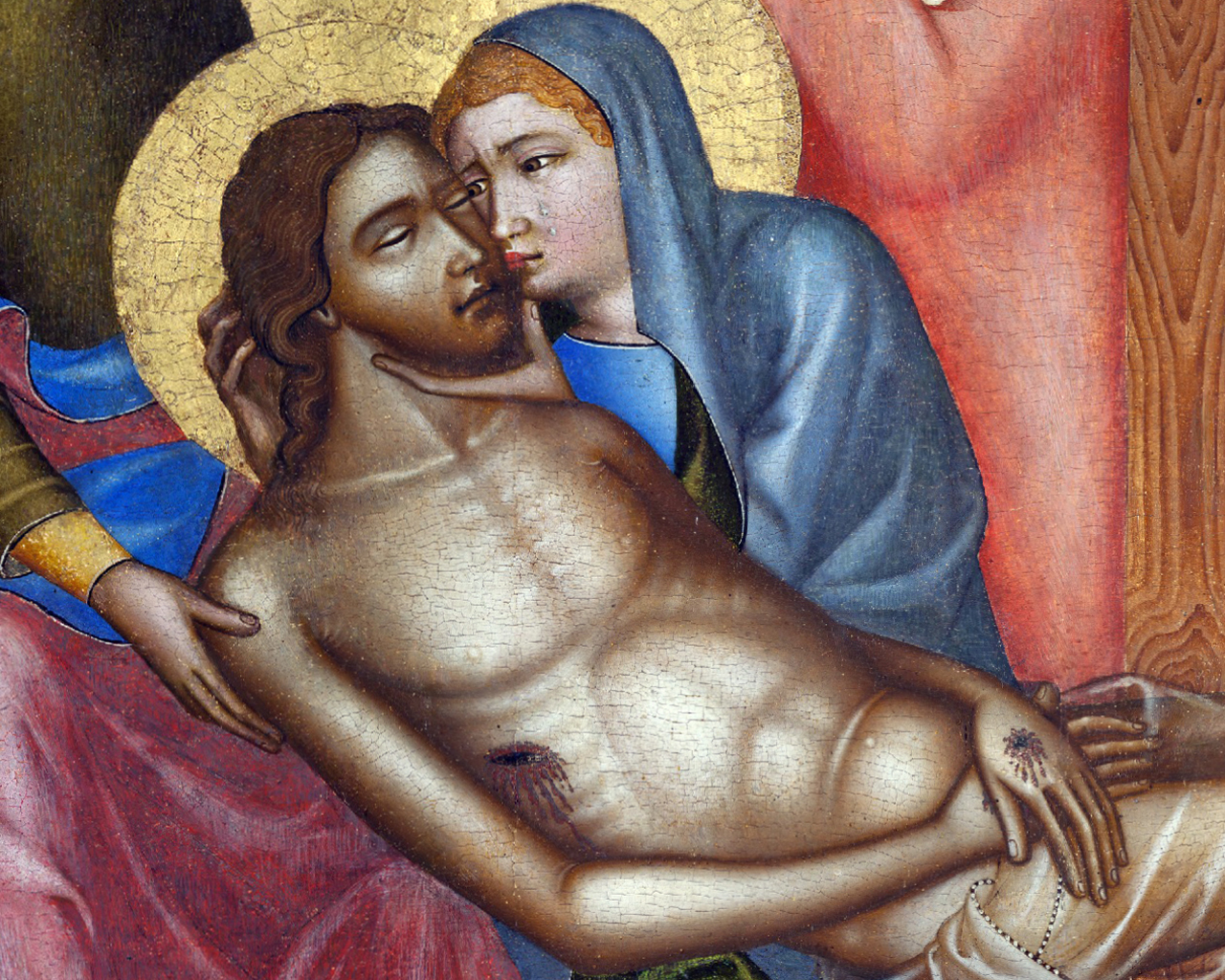
La Déploration (détail de la Pietà)

Dans les cycles de la Passion, la Crucifixion est souvent suivie de la scène de la Descente de Croix et de la Mise au Tombeau. La Déploration du Christ, qui n'est pas mentionnée dans les Évangiles, est généralement absente des représentations plus anciennes. Jusqu'au XIVe siècle, la Déploration faisait partie de la scène de la Mise au Tombeau et cette scène n'apparaît séparément que dans les Meditationes Vitae Christi et dans la fresque de Giotto de la chapelle des Scrovegni.
De même que l'emplacement de la croix au centre de la composition du panneau de la Crucifixion, la place importante réservée à Marie avec le Christ sur ses genoux semble être une innovation du Maître du Vyšší Brod . Cette représentation précède toute une série de premières Pietà que l'on pourrait définir comme plus « verticales » et a  également inspiré la sculpture gothique de Bohème. Marie, représentée sur le modèle de la Mater Dolorosa embrasse son fils, comme une mère qui berce son enfant sur ses genoux. Les autres figures sont reconnaissables : saint Jean, sainte Marie-Madeleine, les deux Marie – parents de la Vierge Marie (demi-sœurs de la cette dernière, Marie Cléophas et Marie Salomé), Nicodème et deux anges tenant des encensoirs. Joseph d'Arimathie est également présent.

### La partie supérieure

#### La Résurrection

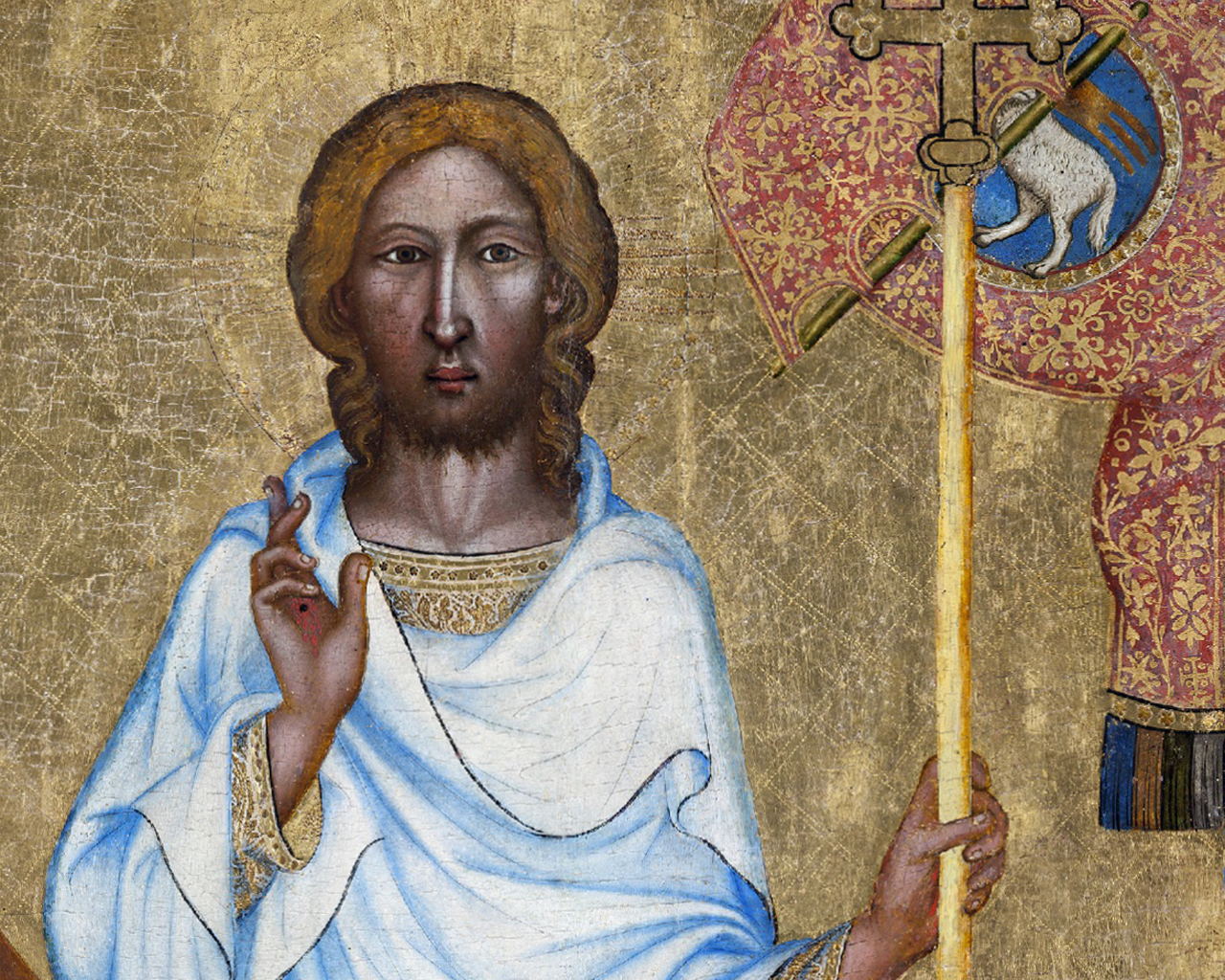
La Résurrection (détail du Christ et de sa bannière)

Ce tableau combine deux événements : la Résurrection de Jésus et les Trois Marie au tombeau. Ces épisodes se succèdent dans les textes des Évangiles et leur représentation associée est rare dans la peinture antérieure. La scène principale est une représentation des trois femmes près du tombeau vide, où un ange apparait et leur annonce la Résurrection du Christ (Épisode tiré des Évangiles de saint Marc et de saint Matthieu). La Résurrection du Christ est la fête chrétienne la plus importante, même si les Évangiles ne mentionnent pas la scène elle-même. Ce n'est qu'à partir des XIIe et XIIIe siècles que le Christ est représenté sortant du sarcophage et, plus tard, debout sur le sarcophage avec les soldats qui le gardaient. La Résurrection, qui est pourtant censée ne pas avoir de témoins, est ici la scène principale. Cette importance est renforcée par le fait que le Christ est représenté avec une plus grande taille que les autres personnages. La Résurrection est conçue comme le triomphe du Christ sur la mort et son symbole est la bannière : la forme de sa hampe rappelle la croix tandis que l'image de l'agneau rappelle son sacrifice. Malgré l’utilisation du fond doré habituel, la composition de l’image est remarquable par la suggestion d'une profondeur spatiale.
Les deux dernières images se rapportent aux épisodes de l'Ascension du Christ et de la Descente du Saint-Esprit, que les chrétiens célèbrent sous le nom de Pentecôte . Ces événements surnaturels sont accompagnés d’une palette de couleurs plus vives et contrastées.

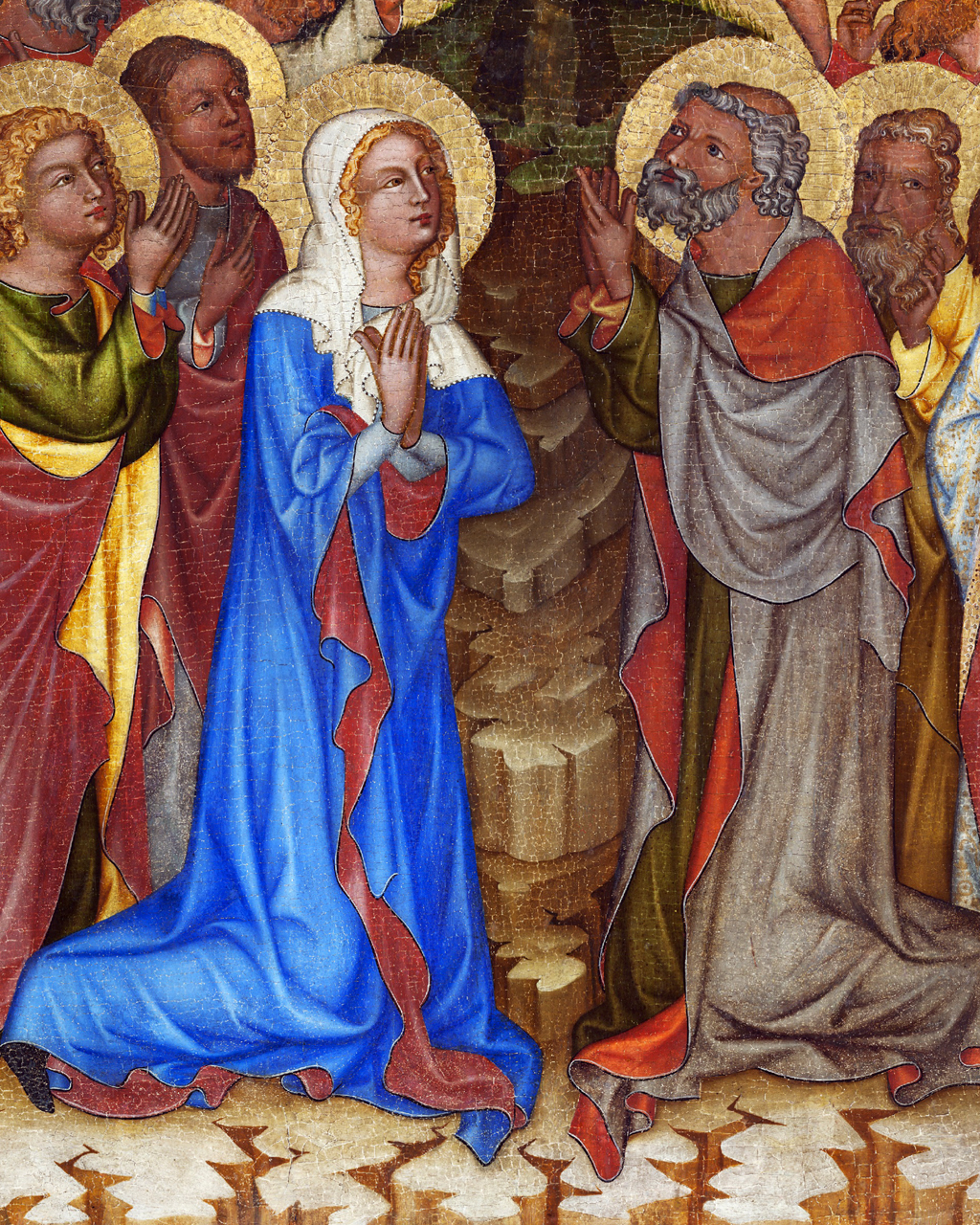
L'Ascension (détail de la Vierge Marie)

#### L'Ascension
L'Ascension du Seigneur est un autre des dogmes centraux du christianisme (relaté dans les Actes des Apôtres) et est célébrée dix jours avant la Pentecôte. L'évènement survient quarante jours après sa Résurrection, lorsqu'il était apparu successivement à Marie-Madeleine puis aux apôtres avant qu'il ne monte au ciel. Dans des représentations antérieures, cette scène est figurée par le Christ dans une mandorle portée par des anges. Ici, le peintre ne représente que le bas des jambes du Christ dans les nuées. La composition symétrique présente en arrière-plan un paysage verdoyant avec les empreintes du Christ. Les apôtres, que le peintre différencie par les gestes de leurs mains, sont pour la plupart représentés comme des vieillards.

#### Descente du Saint-Esprit

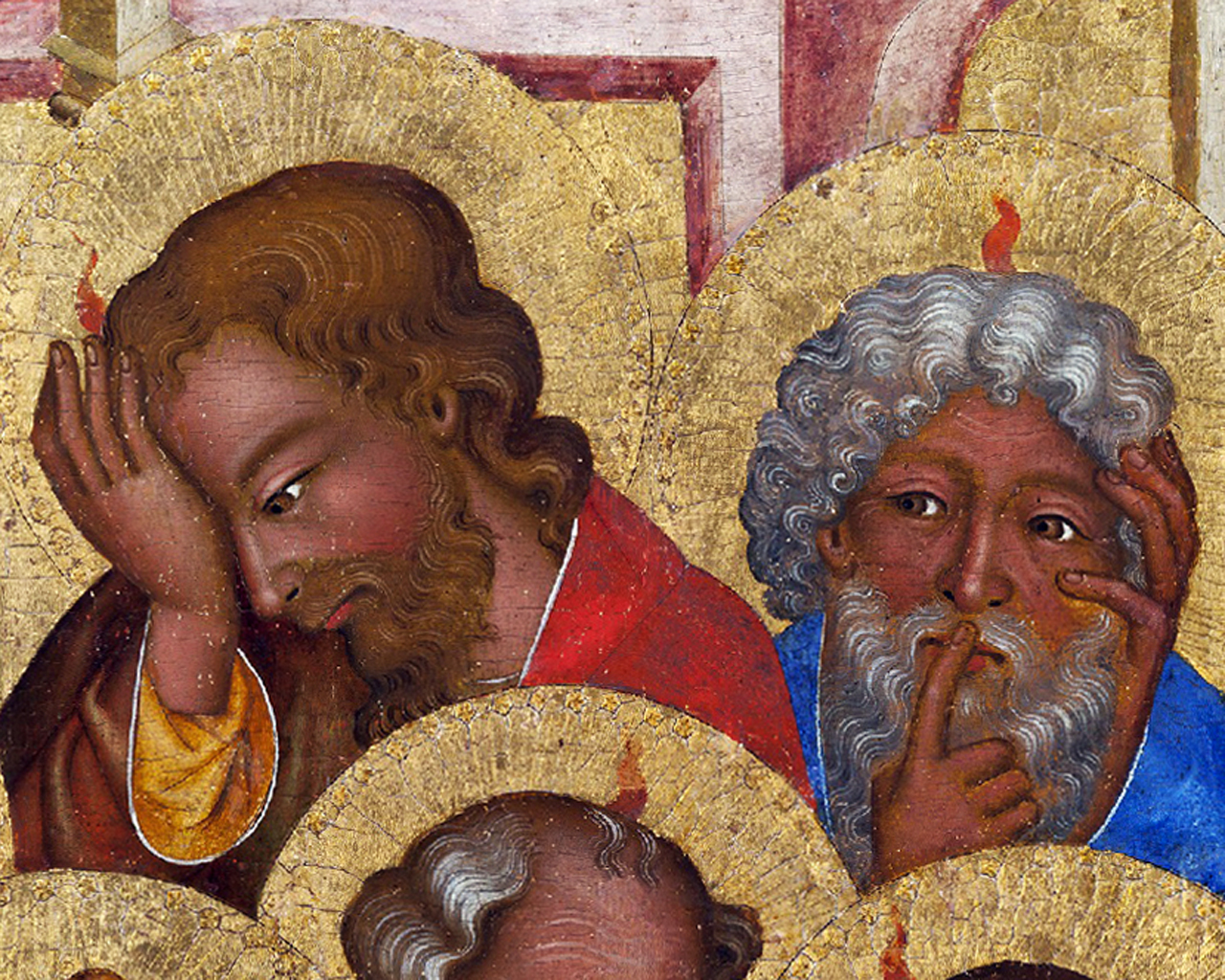
Descente du Saint-Esprit (détail des Apôtres et langues de feu)

Au centre de la scène de la Pentecôte, la Vierge Marie est assise avec un livre ouvert, alors que, dans la peinture byzantine, on représentait habituellement saint Pierre et saint Paul à cette place. Les douze apôtres, sur lesquels le Saint-Esprit est descendu sous forme de langues de feu, ont été dotés du don de maîtriser les langues de toutes les nations afin de pouvoir propager l'Évangile. Le motif de l'apôtre qui porte son doigt à sa bouche comme symbole du silence serait emprunté à l'art italien, dans lequel il représente l'obéissance ou de la patience.

### La question des auteurs: le peintre et ses collaborateurs
L'ensemble de la série est principalement l'œuvre du maître éponyme du retable de Vyšší Brod, qui possède un style pictural bien distinctif. Il aurait ainsi peint l'Annonciation, la Naissance du Christ, l'Adoration des Mages, le Mont des Oliviers et la Résurrection. Les personnages sont représentés en volume et leurs mouvements et poses sont figurés de manière crédible. Les plis drapé permettent d'imaginer leur volume, leurs proportions ainsi que la position de leur corps. Le corps nu de l'enfant Jésus respecte aussi les proportions élémentaires du corps humain. Les gestes des personnages sont mesurés et liés à leur situation. Leurs visages présentent des caractéristiques physiologiques qui les distinguent également les uns des autres. Outre ce maître, il est probable que trois autres peintres ont travaillé sur l'ensemble de la série – les deux premiers pouvant être un collaborateur jeune et compétent et un collaborateur compétent mais au style moins cohérent qui aurait peint le panneau représentant la Descente du Saint-Esprit. En termes de technique picturale, l'œuvre la plus faible de la série serait l'Ascension qui présente cependant, elle aussi, des qualités remarquables comme une grande individualisation des visages. Les panneaux ont subi des repeints et ont également été restaurés à plusieurs reprises, la dernière fois entre 1993 et 2007.

## Iconographie et classification

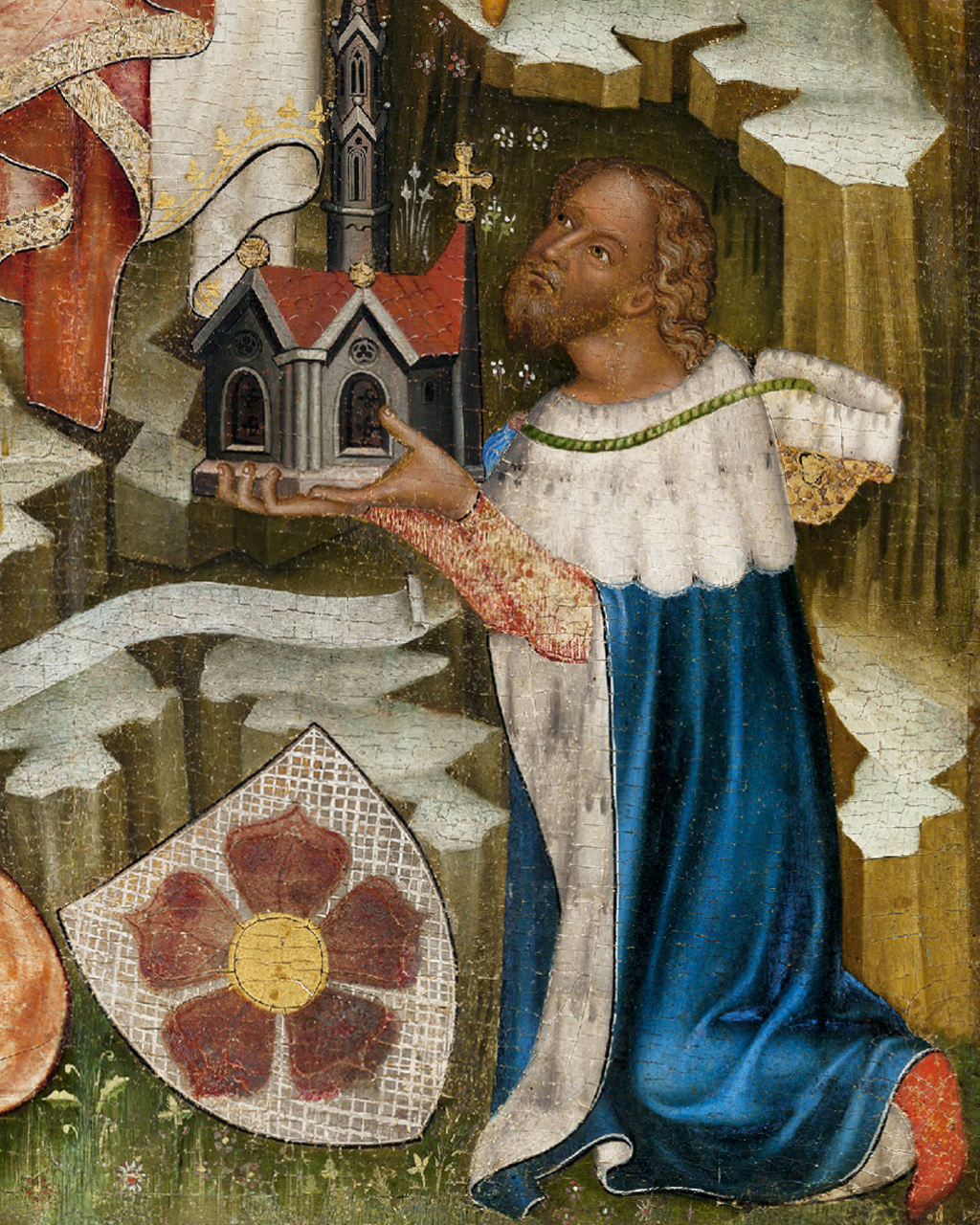
La Nativité, (détail avec le portrait du donateur)

Ces panneaux du maître du retable de Vyšší Brod peuvent être vus comme la synthèse du style italien de l'époque, aux fortes influences byzantines, et du style gothique d'Europe occidentale basé sur le dessin, plutôt originaire de France. Les œuvres antérieures qui auraient pu inspirer ces panneaux seraient des illustrations de livres (Jean Pucelle, enlumineurs bolonais actifs à Saint-Florian), des peintures murales (le chœur de la cathédrale de Cologne), des peintures sur panneaux (comme celles du " Maître du Revers de l'Autel de Verdun ") et des sculptures (comme celles du " Maître de la Madone de Michle"). Plusieurs œuvres créées par d'autres artistes (Antependium de Königsfelden, " Crucifixion Kaufmann ") présentent des motifs si similaires qu'on peut supposer qu'ils ont utilisé les mêmes modèles.
L'iconographie qui représente les moments les plus importants de la vie du Christ est la même que celles des cycles des principaux peintres du Trecento italien : Giotto et Duccio. Les rochers stylisés sont typiques des années 1340. Les influences italiennes sont aussi présentes dans la technique picturale, la plus grande plasticité des figures, les motifs décoratifs, la représentation des visages et l'attention au paysage et à l'architecture. La proximité entre la peinture du Maître du Retable de Vyšší Brod et celle de Venise, représentée par son contemporain Paolo Veneziano, est particulièrement frappante.

### Influence sur la peinture de Bohème et d'Europe
Plusieurs motifs du cycle de Vyšší Brod furent ensuite repris par les miniatures peintes en Bohême, notamment pour la Bible de Velislav (réalisée avant 1349), la Légende de sainte Hedwige  le Liber viaticus de Jean de Neumarkt (1350-1364) et le Missel de Jean de Neumarkt . Dans la peinture sur panneaux, il a été suivi par le peintre des Panneaux Morgan et, plus largement, par le maître Bertram (Retable de Grabow), le peintre du Retable de Toruń et le Retable d'Erfurt. Le motif de la robe ensanglantée de Marie est lié presque exclusivement au contexte de la Bohême et apparaît dans l'œuvre du Maître du Retable de Třeboň, du Maître du Retable de Rajhrad et a persisté jusqu'au milieu du XVe siècle.

### Histoire de l'œuvre
Bien que peu d'œuvres d'art subsistent du règne de Jean de Luxembourg (1296-1346) (Passionnel de l'abbesse Kunigunde, 1312-1321, " Crucifixion Kaufmann ", après 1330), il apparaît assez certain qu'il existait déjà un centre important à Prague où se mélangaient les influences des peintures françaises et italiennes. D'autres artistes importants (Maître Théodoric, Maître de la Généalogie luxembourgeoise) furent chargés de décorer le château de Karlštejn. Le retable aurait probablement été réalisé pour la cathédrale Saint-Guy et le couronnement de Charles IV, plutôt que pour l'abbaye cistercienne de Vyšší Brod. Son donateur était selon toute vraisemblance Pierre Ier de Rosenberg, chambellan royal, juge suprême et exécuteur testamentaire de Jean de Luxembourg. L'intention personnelle du donateur aurait pu être d'intercéder pour le salut de l'âme de son fils, mort aux côtés de Jean de Luxembourg à la bataille de Crécy. Pierre de Rosenberg a financé l'abbaye de Vyšší Brod à partir de 1332. Avant sa mort, le 14 octobre 1347, il reçut l'habit cistercien et fut enterré au monastère. Jošt de Rosenberg, fils de Petr et héritier de sa fonction de chambellan royal, aurait fait ensuite terminer le retable.
En 1938, avant la Seconde Guerre mondiale, le retable fut transféré à la collection d'art ancien de ce qui deviendra plus tard la Galerie nationale de Prague. Pendant la guerre, cependant, il fut volé par les nazis et conservé dans l'abbaye de Vyšší Brod avec d'autres œuvres. Hitler avait l'intention de les placer dans son projet de musée de Linz, en Haute-Autriche. À la fin de la guerre, le retable a été découvert par l'armée américaine dans une mine de sel à Bad-Aussee, en Autriche, avec d'autres œuvres d'art. Il a été transporté à Munich et a été restitué à la Galerie nationale en 1947. En 2014, il a été restitué à l'abbaye cistercienne de Vyšší Brod dans le cadre des restitutions et est désormais prêté à long terme à la Galerie nationale de Prague .[réf. nécessaire]

## Œuvres en rapport
Plusieurs peintures sur panneaux plus petites proviennent également de l'atelier du maître du retable de Vyšší Brod et de ses disciples, notamment un panneau dévotionnel représentant la Vierge à l'enfant trônant, vendu aux enchères pour 6,2 millions d'euros au Metropolitan Museum of Art de New York. La Vierge de Kłodzko est issue également de son atelier.
- Après 1350 -Vierge à l'enfant trônant de Dijon, au Metropolitan Museum of Art de New York[33],[34]
- Après 1345 - Vierge de Veveri, musée diocésain de Brno
- Après 1350 - Le Christ en Homme des Douleurs entre Marie et une sainte femme (copie Renaissance d'une œuvre perdue) Galerie Nationale de Prague
- Avant 1360 - La Vierge de Rome, Galerie Nationale de Prague
- Avant 1360 - Diptyque (Vierge et Homme des Douleurs), Staatlische Kunsthalle Karlsruhe[35],[36]
- Vers 1350 - La Vierge de Strahov (peint par un collaborateur), Monastère de Strahov[37]
- Après 1355 - La Madone de Vyšehrad (peint par un collaborateur), Galerie nationale de Prague
- 1343-44 - La Vierge de Kłodzko (peint par un collaborateur), Gemäldegalerie Berlin[38]
- Vers 1380 - Annonciation, Cleveland Museum of Art[39]

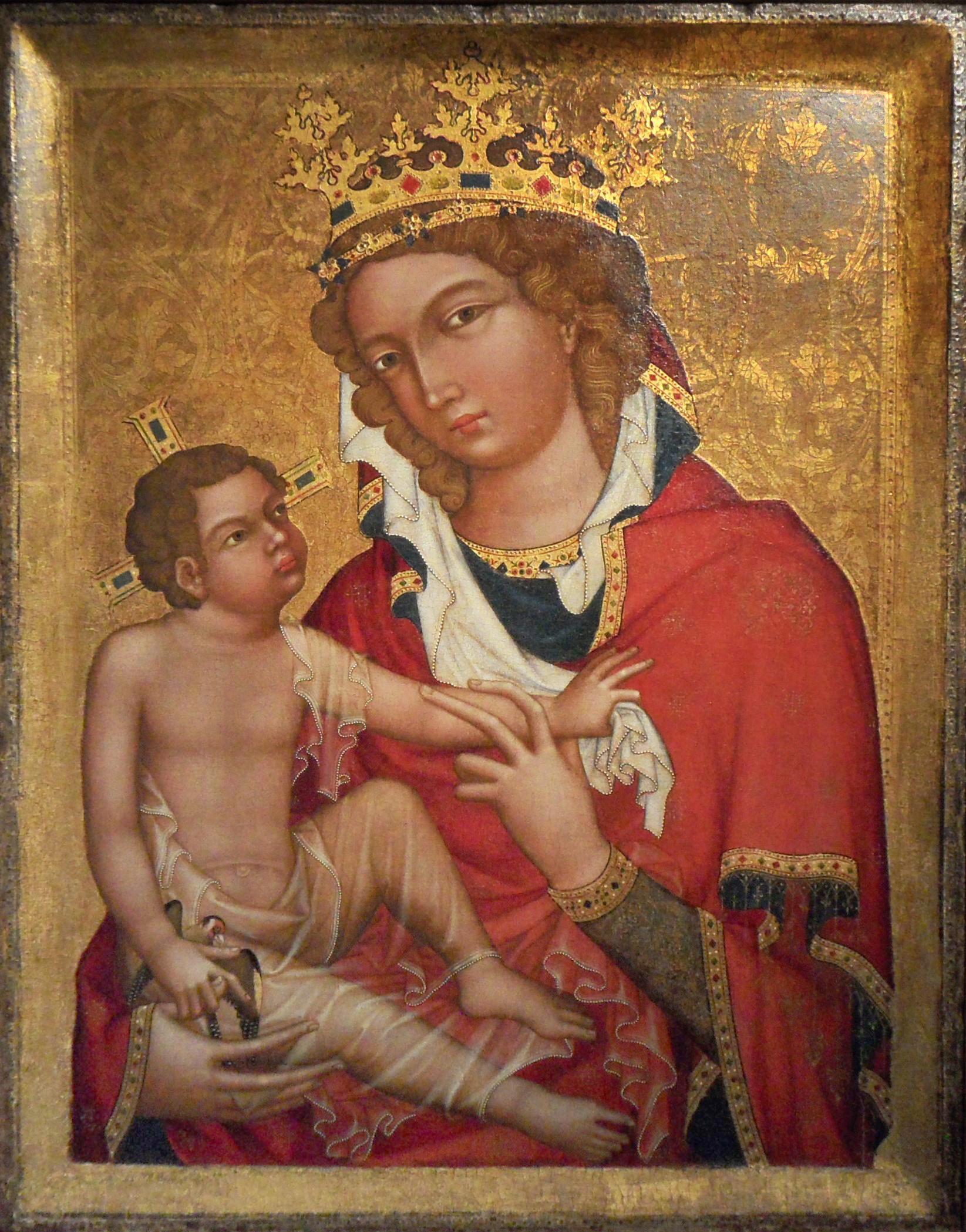
Vierge de Veveri(1344-1350)
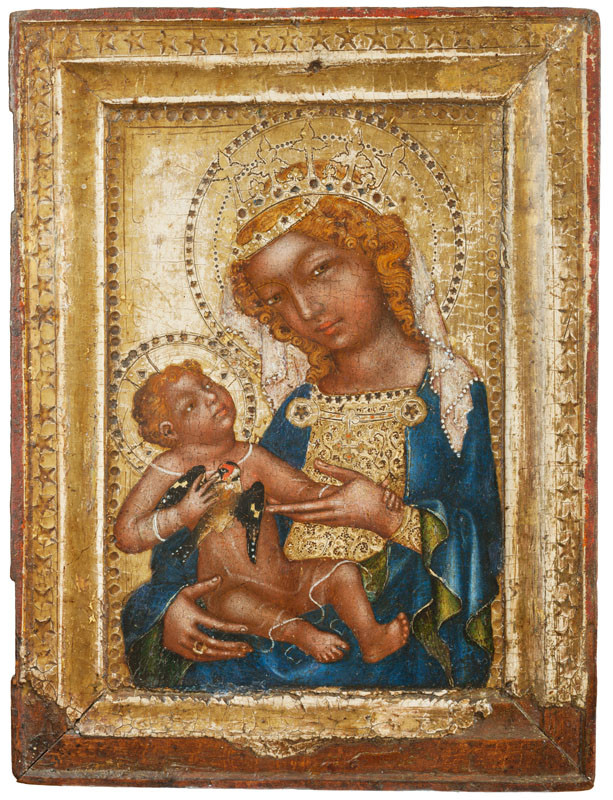
Vierge de Rome (1350-1355),Galerie nationale de Prague
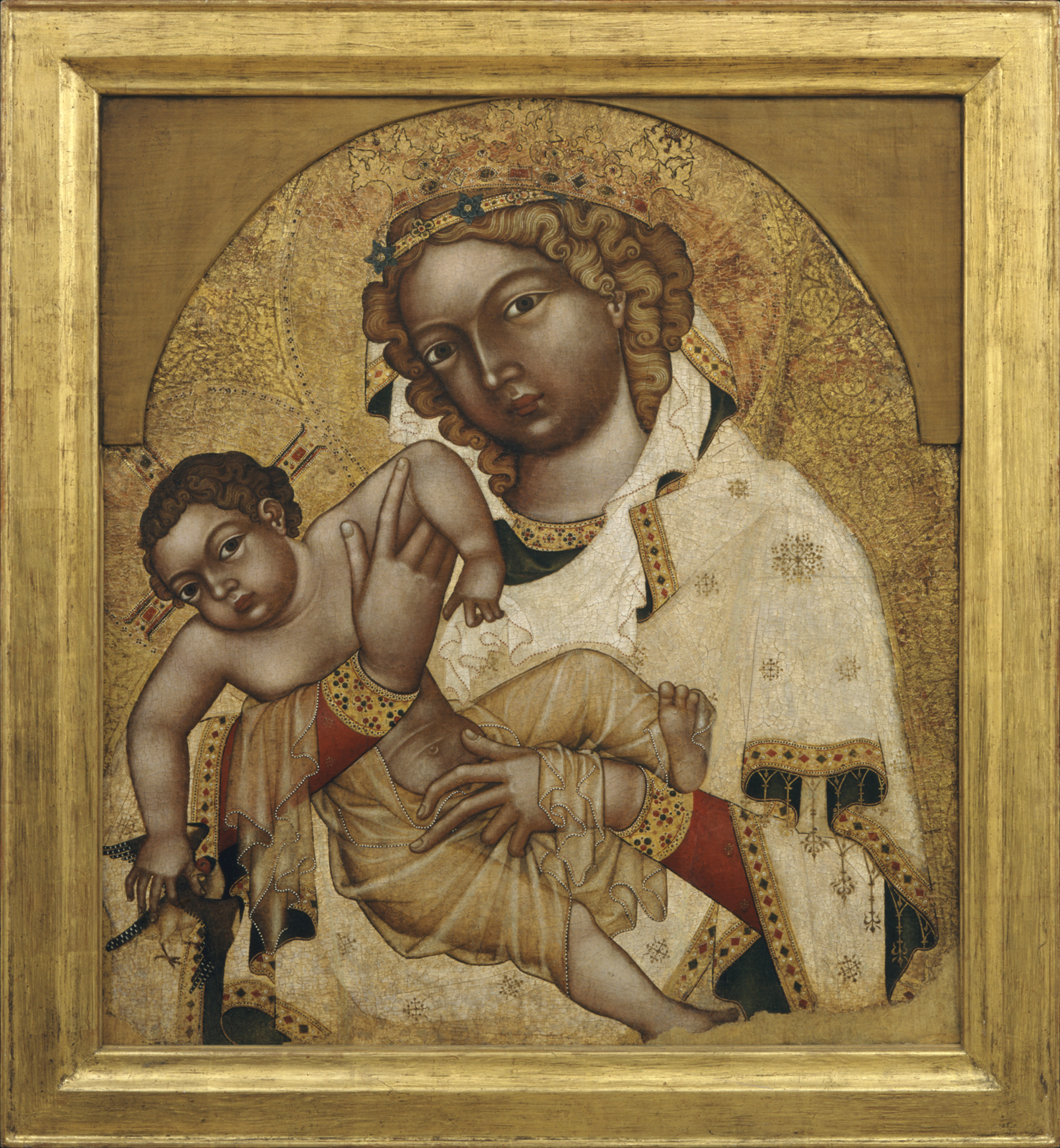
Vierge de Strahov,monastère de Strahov
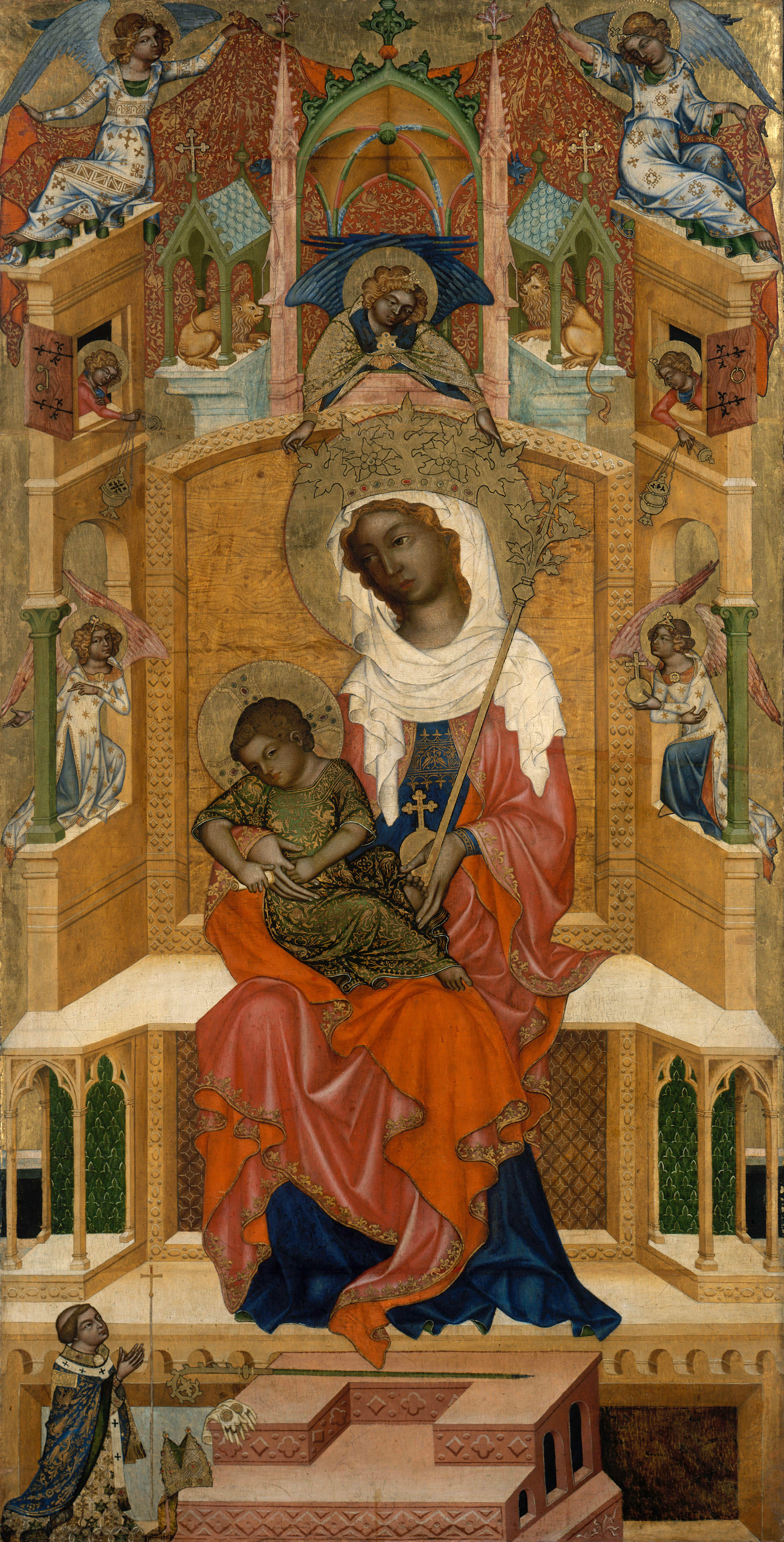
Vierge de Klodzko, maître bohème (1343-1344) - Google Art Project
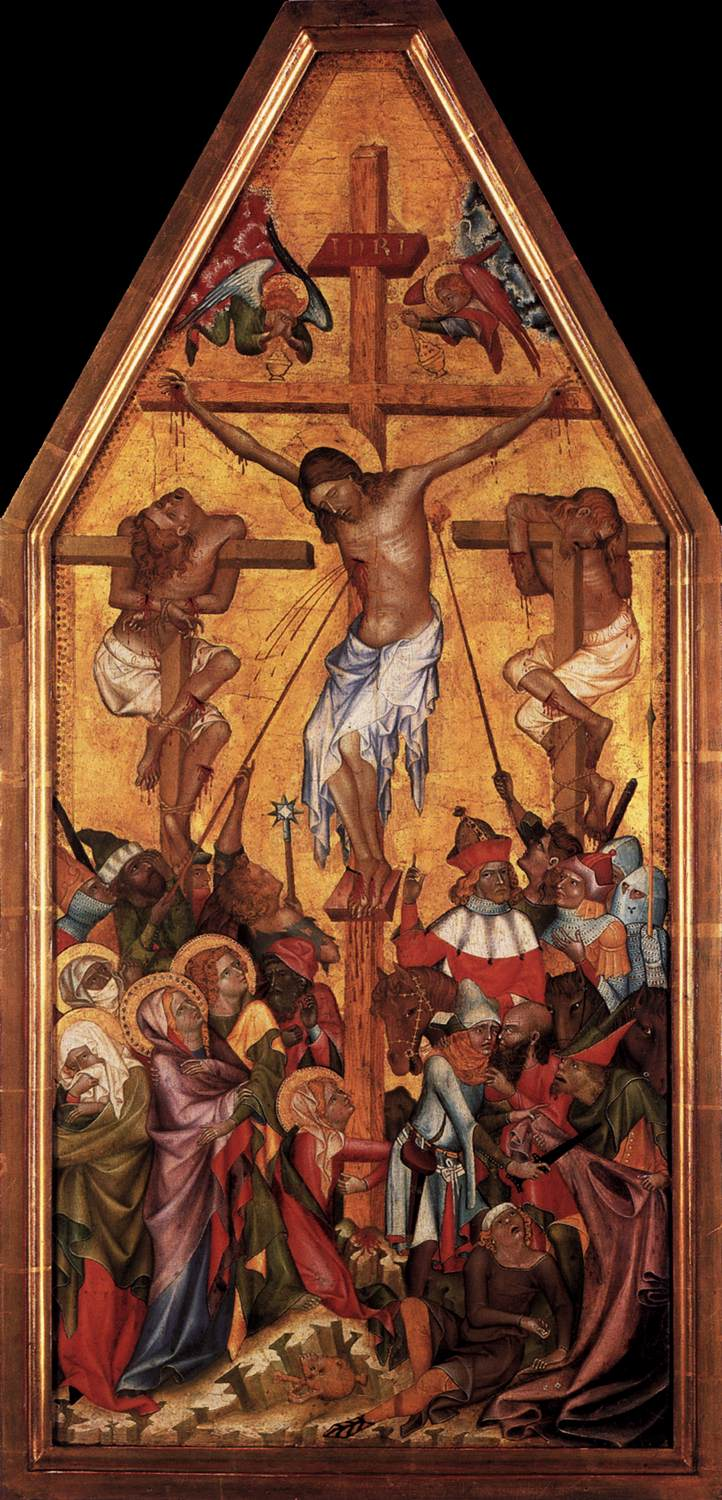
Crucifixion Kaufmann

## Voir également

### Sources et bibliographie
- Lenka Panušková, The Vyšší Brod Cycle and its Anonymous Painter: French and Bohemian Court Circles in the 1340s, pp. 105-136, in: Karl Kügle, Ingrid Ciulisová and Václav Žůrek (eds.), Luxembourg Court Cultures in the Long Fourteenth Century, Boydell Press 2024,  (ISBN 9781837650057)
- Hana Hlaváčková, Pražské iluminátorské dílny doby Karla IV. a jejich styl, in: Kateřina Kubínová and Klára Benešovská (eds), Imago/Imagines: Výtvarné dílo a proměny jeho funkcí v českých zemích od 10. do první třetiny 16. století, vol. 2, pp. 540–71, Prague, 2019
- Aloysia Romaine Berens, Maître de Vyssi Brod et de Guillaume de Machaut, peintre et enlumineur au XIVe siècle: étude sur Jean de Bondol et son rapport avec l’art en Bohême, Editions Shortgen, Luxembourg, 2018
- Fajt Jiří, Chlumská Štěpánka, Čechy a střední Evropa 1200-1550, Národní galerie v Praze 2014,  (ISBN 978-80-7035-569-5)
- Kamila Zbuzková, Vyšebrodský oltář, bakalářská práce, KTF UK Praha, 2009
- Pavel Kalina: Symbolism and ambiguity in the work of the Vyšší Brod (Hohenfurth) Master, Umění XLIV, 1996, 149–166
- Josef Krása, České iluminované rukopisy 13./16. století, Odeon Praha, 1990
- Jaroslav Pešina, Mistr Vyšebrodského cyklu, Odeon Praha, 1987
- Jaroslav Pešina, The Master of the Hohenfurth Altarpiece, Odeon Praha, 1989
- G Schiller, Iconography of Christian Art, Vol. II, 1972 (English transl. from German), Lund Humphries, London, pp. 164–181, figs 540-639,  (ISBN 0-85331-324-5)
- Antonín Matějček, Jaroslav Pešina, Česká malba gotická, Melantrich, Praha 1950, s. 38-44